# Contea di Kent (Texas)
La contea di Kent in inglese Kent County è una contea dello Stato del Texas, negli Stati Uniti. La popolazione al censimento del 2010 era di 808 abitanti, Il capoluogo di contea è Jayton. La contea è stata creata nel 1876 ed organizzata nel 1892. Il suo nome deriva da Andrew Kent, che morì nella Battaglia di Alamo.
Il repubblicano Drew Springer, Jr., un uomo d'affari di Muenster (Contea di Cooke), rappresenta dal gennaio 2013 Kent County nella Camera dei Rappresentanti del Texas.

## Geografia fisica
| Anno | Popolazione | ±%     |
| ---- | ----------- | ------ |
| 1880 | 92          |        |
| 1890 | 324         | 252,2% |
| 1900 | 899         | 177,5% |
| 1910 | 2.655       | 195,3% |
| 1920 | 3.335       | 25,6%  |
| 1930 | 3.851       | 15,5%  |
| 1940 | 3.413       | −11,4% |
| 1950 | 2.249       | −34,1% |
| 1960 | 1.727       | −23,2% |
| 1970 | 1.434       | −17,0% |
| 1980 | 1.145       | −20,2% |
| 1990 | 1.010       | −11,8% |
| 2000 | 859         | −15,0% |
| 2010 | 808         | −5,9%  |

Secondo l'Ufficio del censimento degli Stati Uniti d'America la contea ha un'area totale di 903 miglia quadrate (2340 km²), di cui 903 miglia quadrate (2339 km²) sono terra, mentre 0,4 miglia quadrate (1,0 km², corrispondenti allo 0,05% del territorio) sono costituiti dall'acqua.

### Strade principali
- U.S. Highway 380
- State Highway 70
- State Highway 208

### Contee adiacenti
- Dickens County (nord)
- Stonewall County (est)
- Fisher County (sud-est)
- Scurry County (sud)
- Garza County (ovest)
- King County (nord-est)
- Crosby County (nord-ovest)